# Bahnhof Erfurt Nord
Der Bahnhof Erfurt Nord liegt an der Eisenbahnstrecke Wolkramshausen–Erfurt im Stadtteil Ilversgehofen.

## Geschichte
Der Bahnhof wurde als Bahnhof Ilversgehofen mit der Eisenbahnstrecke im Jahr 1869 eröffnet. Im Jahre 1926 wurde er zum Anfangsbahnhof für die Kleinbahn Erfurt Nord-Nottleben, bis 1967 der Personenverkehr nach Nottleben eingestellt wurde. Der Güterverkehr wurde aber weiterhin bedient. 1976 wurde der Personenverkehr bis Erfurt Berliner Straße wieder aufgenommen, um Neubaugebiete zu bedienen, 1995 wurde auch dieser Verkehr eingestellt. 2003 wurde die Strecke auch für den Güterverkehr stillgelegt.
Bis zur Errichtung der Brücke für die Verlängerung der Straßenbahn in Richtung Wohngebiet Roter Berg im Jahr 1990 lag in unmittelbarer Nähe eine Endhaltestelle der Straßenbahn.

## Derzeitige Nutzung des Empfangsgebäudes
Zwei Gleise und ein Bahnsteig sind für den Personenverkehr in Betrieb. Das Bahnhofsgebäude wurde 2013 verkauft und beherbergt seitdem einen Plattenladen, später kamen ein Musikclub und ein Café hinzu.

## Bedienung
Im Fahrplanjahr 2022 wird der Bahnhof stündlich durch die RB 55/RB 56 Erfurt–Nordhausen und zweistündlich durch die RB 52 Erfurt–Leinefelde bedient.